# 伊集院町古城
伊集院町古城（いじゅういんちょうふるじょう）は、鹿児島県日置市の大字。旧薩摩国日置郡伊集院郷古城村、日置郡中伊集院村大字古城、日置郡伊集院町大字古城。郵便番号は899-2523。人口は204人、世帯数は79世帯（2020年10月1日現在）。

## 地理
日置市の中部、永吉川の上流域の台地上に位置している。字域の北方には日置市伊集院町下谷口、南方には鹿児島市入佐町、西方から北方にかけては日置市伊集院町飯牟礼、西方には日置市日吉町吉利、東方には日置市伊集院町恋之原にそれぞれ隣接している。
字域の北部は飯牟礼に続く台地上に茶園が広がっており、製茶工場も多く所在している。南部には西境を古城川、東境を永吉川支流が流れその間に浸食谷が開け、浸食谷に田地がわずかに存在しており、周囲は160m級の丘陵に囲まれている。

### 地名の由来
「古城」という地名は伊集院町大田にある伊集院氏の居城であった一宇治城に対する古城という意味であり、中世末から近世の間に地名となったとされる。

### 河川
- 古城川
- 永吉川

## 歴史

### 古城の成立と中世
古城という地名は室町期より見え、薩摩国伊集院のうちであった。応永11年の伊集院頼久・同為久連署寄進状に記述が見えるのが古城という地名の初見であるとされる。
伊集院氏を称する前の伊集院氏が居城を一宇治城に移転する前は古城の地に城があり、当時古城の地は飯牟礼（現在の伊集院町飯牟礼）の一部であったが、中世前期頃に飯牟礼から独立して古城と呼ばれるようになった。

### 近世の古城
江戸期には古城村は薩摩国日置郡伊集院郷（外城）のうちであった。村高は天明8年の「由緒再撰調」には201石余、「天保郷帳」及び「郡村高辻帳」では275石余、「三州御治世要覧」には208石余、「旧高旧領取調帳」には205石余であったと記されている。

### 町村制施行以後
1889年（明治22年）に町村制が施行されたのに伴い、伊集院郷の中部の区域より中伊集院村が成立し、江戸期の古城村は中伊集院村の大字「古城」となった。1936年（昭和11年）に中伊集院村が町制施行し伊集院町となり、伊集院町の大字となった。
2005年（平成17年）5月1日に伊集院町が日置郡吹上町、東市来町、日吉町と合併し日置市が成立した。この合併に先立って設置された法定合併協議会である「日置中央合併協議会」において大字名については「字の区域は、現行どおりとし、現行の字の名称の前に当該字の属する合併前の町の名称を付し、字の名称を変更する。」と協定され、旧町名である「伊集院町」を従前の大字名である「古城」に冠することとなった。合併日の2005年（平成17年）5月1日に鹿児島県の告示である「 字の名称の変更」が鹿児島県公報に掲載された。この告示の規定に基づき即日大字の名称変更が行われ、大字名が「古城」から日置市の大字「伊集院町古城」に改称された。

## 人口

### 資料
| 統計年次[年]       | 世帯数[世帯] | 人口[人] | 出典  |
| ------------------ | ------------ | -------- | ----- |
| 明治14年頃         | 61           | 265      | [ 6 ] |
| 1935年（昭和10年） | 52           | 218      | [ 6 ] |
| 1950年（昭和25年） | 57           | 308      | [ 6 ] |

### 推移
以下の表は国勢調査による小地域集計が開始された1995年以降の人口の推移である。
| 統計年             | 統計年 | 人口 | 人口 |
| ------------------ | ------ | ---- | ---- |
| 1995年（平成7年）  | [ 10 ] | 161  |      |
| 2000年（平成12年） | [ 11 ] | 157  |      |
| 2005年（平成17年） | [ 12 ] | 151  |      |
| 2010年（平成22年） | [ 13 ] | 172  |      |
| 2015年（平成27年） | [ 14 ] | 176  |      |
| 2020年（令和2年）  | [ 3 ]  | 204  |      |

## 施設

### 公共
- 古城公民館

## 小・中学校の学区
市立小・中学校に通う場合、学区（校区）は以下の通りとなる。
| 大字         | 区域 | 小学校               | 中学校               |
| ------------ | ---- | -------------------- | -------------------- |
| 伊集院町古城 | 全域 | 日置市立飯牟礼小学校 | 日置市立伊集院中学校 |

## 交通

### 道路
広域農道
- 日置広域農道

## 出身人物
- 有馬新七（幕末の学者・尊攘派志士、郷士・坂木四郎兵衛の子）[16]